# SOIVRE
En España, el Servicio de Inspección SOIVRE es un servicio administrativo de la Administración General del Estado (AGE) que tiene como objetivo garantizar el cumplimiento de la normativa y legislación en las operaciones de comercio exterior asignadas a su competencia. La mayor parte de su personal se encuadra en la Subdirección General de Inspección, Certificación y Asistencia Técnica del Comercio Exterior de la Dirección General de Política Comercial, dentro de la Secretaría de Estado de Comercio del Ministerio de Economía, Comercio y Empresa
Las siglas SOIVRE hacen referencia a su designación inicial, mediante el decreto de creación publicado en 1934, como «Servicio Oficial de Inspección, Vigilancia y Regulación de las Exportaciones Agrícolas al Extranjero»  si bien sus funciones en la actualidad son mucho más amplias, abarcando la realización de controles previos a la importación y exportación de la UE con terceros países de diversas mercancías, entre otras.

## Funciones y competencias SOIVRE
La Subdirección General de Inspección, Certificación y Asistencia Técnica del Comercio Exterior, en la que se encuadra el Cuerpo de Inspectores SOIVRE, tiene funciones principales:
- Inspección y control de calidad comercial de productos objeto de comercio exterior incluido el intracomunitario. El control de conformidad con los requisitos establecidos en la reglamentación específica de la Unión Europea para determinados productos objeto de comercio exterior, así como la autorización de los operadores habilitados a realizar este comercio.
- Control de conformidad en materia de seguridad y de etiquetado de determinados productos industriales a importar de terceros países.
- Participación en los foros nacionales e internacionales de normalización. La participación y gestión en el ámbito de los Acuerdos sobre Medidas Sanitarias y Fitosanitarias y sobre Obstáculos Técnicos al Comercio de la Organización Mundial de Comercio.
- Contribuir a la detección y eliminación de obstáculos al comercio de mercancías en el mercado de la Unión Europea.
- Además, ejercerá la coordinación y el desarrollo de las funciones anteriores a través de la red territorial formada por las Direcciones Territoriales y Provinciales de Comercio.
- Apoyo, a través de las Oficinas Económicas y Comerciales en el exterior, a las políticas de internacionalización de las Administraciones Públicas en la formación y desarrollo de la política económica, financiera y de apoyo a la internacionalización de la empresa y de la política comercial y de inversiones exteriores.

## Acceso al cuerpo inspector SOIVRE
De acuerdo con el artículo 76 del Real Decreto Legislativo 5/2015, de 30 de octubre, por el que se aprueba el texto refundido de la Ley del Estatuto Básico del Empleado Público, los cuerpos y escalas se clasifican de acuerdo con la titulación exigida para el acceso a los mismos. El personal inspector SOIVRE pertenece al Grupo «A» para el cual se exige estar en posesión del título universitario de Grado en sus diferentes modalidades (Licenciado Universitario, Diplomado Universitario, Ingeniero Superior, Ingeniero Técnico, etc). Los aspirantes con titulaciones universitarias obtenidas en el extranjero, deberán acreditar que están en posesión de la correspondiente credencial de homologación, o en su caso, del correspondiente certificado de equivalencia.
El GRUPO A se divide, a su vez, en dos subgrupos:
- Inspectores del SOIVRE, personal perteneciente al subgrupo A1 de clasificación profesional del personal funcionario de carrera.
- Ingenieros Técnicos del SOIVRE (o Inspectores Técnicos del SOIVRE), personal perteneciente al subgrupo A2 de clasificación profesional del personal funcionario de carrera.

### Proceso selectivo
Las plazas ofertadas en cada convocatoria se publican en el Boletín Oficial del Estado (BOE).
Mediante Resolución de la Subsecretaría del Ministerio de Industria se convoca proceso selectivo para ingreso, por el sistema general de acceso libre, o bien, por el sistema de promoción interna, a los Cuerpos de Inspectores del SOIVRE y de los Ingenieros Técnicos del SOIVRE, de forma independiente cada uno. El proceso selectivo incluye dos partes:[cita requerida]
- Fase de oposición: de acuerdo con las valoraciones, ejercicios y puntuaciones establecidos. Al tratarse de un proceso únicamente de oposición, no concurso-oposición, el acceso a los Cuerpos del SOIVRE no tiene en cuenta los méritos laborables previos. Para los Inspectores del SOIVRE la oposición consta de 5 ejercicios y para los Ingenieros Técnicos del SOIVRE de 4 ejercicios. En ambos casos, todos los ejercicios son eliminatorios, excepto la parte voluntaria del ejercicio de idiomas, siendo el idioma inglés obligatorio y valorado en uno de los ejercicios de la oposición.
- Curso selectivo (para los Inspectores del SOIVRE) o período de prácticas tutorizadas (para los Ingenieros Técnicos del SOIVRE). En ambos casos, es necesario haber superado la fase de oposición y durante este período los aspirantes son nombrados funcionarios en prácticas.